# Catedral de Genebra
A Catedral de São Pedro ou Catedral de Genebra,  (em francês:  Cathédrale de Saint Pierre), da cidade de Genebra, Suíça, está situada no centro histórico e é desde 1535 a principal igreja protestante da cidade. Anteriormente, e desde os fins do século IV, tinha sido catedral católica e era chamada Saint-Pierre-ès-liens, em referência à Basílica de São Pedro de Roma. Actualmente é um templo cívico onde se realizam os juramentos do governo cantonal (Conselho do Estado), já que Genebra é tanto uma cidade, como uma república e mesmo um cantão.
Quinhentos degraus levam ao cimo da torre norte de onde se obtém esta vista panorâmica de 360° sobre a cidade, o lago com o seu célebre Jacto de Genebra. É também nessa torre que se encontra la Clémence, o maior sino da catedral com seis toneladas de peso que foi içado em 1407, e que teve um papel importante na noite da L'Escalade.
Em 2009 a Catedral foi inscrita na lista de honra do Património Europeu

## História
A catedral tem origem no século IV, integrada num conjunto que compreendia também um batistério. A catedral dos anos 1000 ocupa um papel cada vez mais importância junto dos genebrinos e é o centro da vida de um cidade que ocupa um lugar extremamente estratégico ao nível do comércio e militar, como o prova o facto do imperador do Sacro Império Romano-Germânico Conrado II vir aqui sagrar-se Rei da Borgonha. 
O actual edifício da catedral foi levantado em sua maior parte entre 1150 e 1250 num estilo de transição entre o românico e o gótico. No interior, os capitéis da colunas da igreja perfazem o maior conjunto em estilo românico e gótico da Suíça. O exterior, porém, sofreu muitas modificações posteriores, como a construção da torre sul, a reforma da torre norte e o pórtico neoclássico.
Com a chegada da Reforma protestante, o destino da catedral muda radicalmente. Assim, a 8 de Agosto de 1535, Guilherme Farel, indo de encontro às ordem dos magistrados, vem aqui pregar a reforma a uma multidão imensa. Na parte de tarde desse mesmo dia, iconoclastas devastam a catedral, removendo tudo que não entra nos preceitos do novo culto reformado.
Construída para o ritual católico, a reforma com sua filosofia de austeridade modifica profundamente o interior do edifício, esvaziando-o dos ornamentos e tapando as decorações policromas da Idade Média, salvando-se porém os vitrais. Uma famosa pintura da igreja, uma obra de Konrad Witz (1444) com uma representação da baía de Genebra, como cenário da pesca milagrosa com Cristo e São Pedro, encontra-se actualmente depositado no Museu de arte e história de Genebra.
A actual fachada neoclássica dos meados do século XVIII substitui a precedente em estilo gótico.
Em 29 de fevereiro de 2020, a primeira missa católica em quase cinco séculos decorreu sob o signo da “hospitalidade e do reconhecimento”, graças a um convite carregado de simbolismo da igreja protestante de Genebra à igreja católica local, que ocupou o local por mais de um milénio até ter sido despejada.
A iniciativa pretendeu levar o ecumenismo um pouco mais longe do que os clássicos encontros inter-religiosos.
Foi uma missa católica num templo protestante presidida pelo abade Pascal Desthieux, vigário episcopal de Genebra.
As igrejas próximas não celebraram missas nessa tarde para levar os fiéis a convergir para São Pedro.
O culto protestante retomou o seu curso no domingo, com os tradicionais ofícios da manhã e da tarde, num edifício onde se encontra a cadeira do pai fundador da Reforma, João Calvino, ao lado do memorial de grandes nomes da fundação do protestantismo, como o soldado-poeta francês Agrippa D’Aubigné, que morreu em Genebra em 1630.

## Órgão
O órgão foi construído em 1965 e a composição sonora inspira-se de órgãos norte-alemães do fim do século XVII e é do estilo neobarroco.

## Sítio arqueológico e museu
O sítio arqueológico existente no sub-solo depois das campanhas de pesquisa arqueológicas, em 1976. Novas técnicas mostram um percurso arqueológico que começa no século III A.C. e termina com a construção da catedral no século XII. No centro da cidade antiga, a catedral fica perto do Museu Internacional da Reforma, e do Auditório de Calvino onde pregava João Calvino.
A Fundação das chaves de São Pedro tem um papel essencial na valorização e conservação desse monumento.

## Imagens e vista a 360°

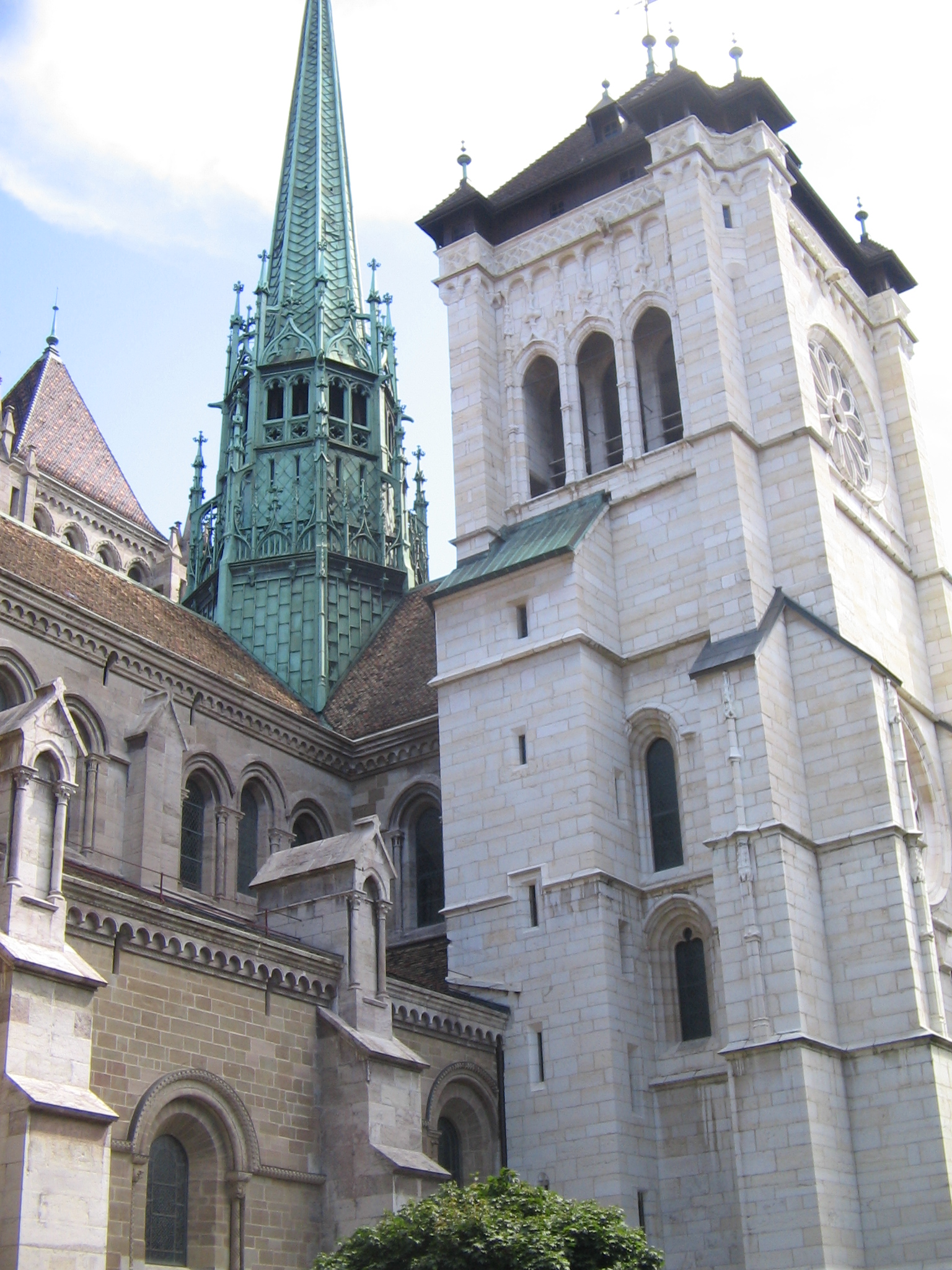
Três estilos
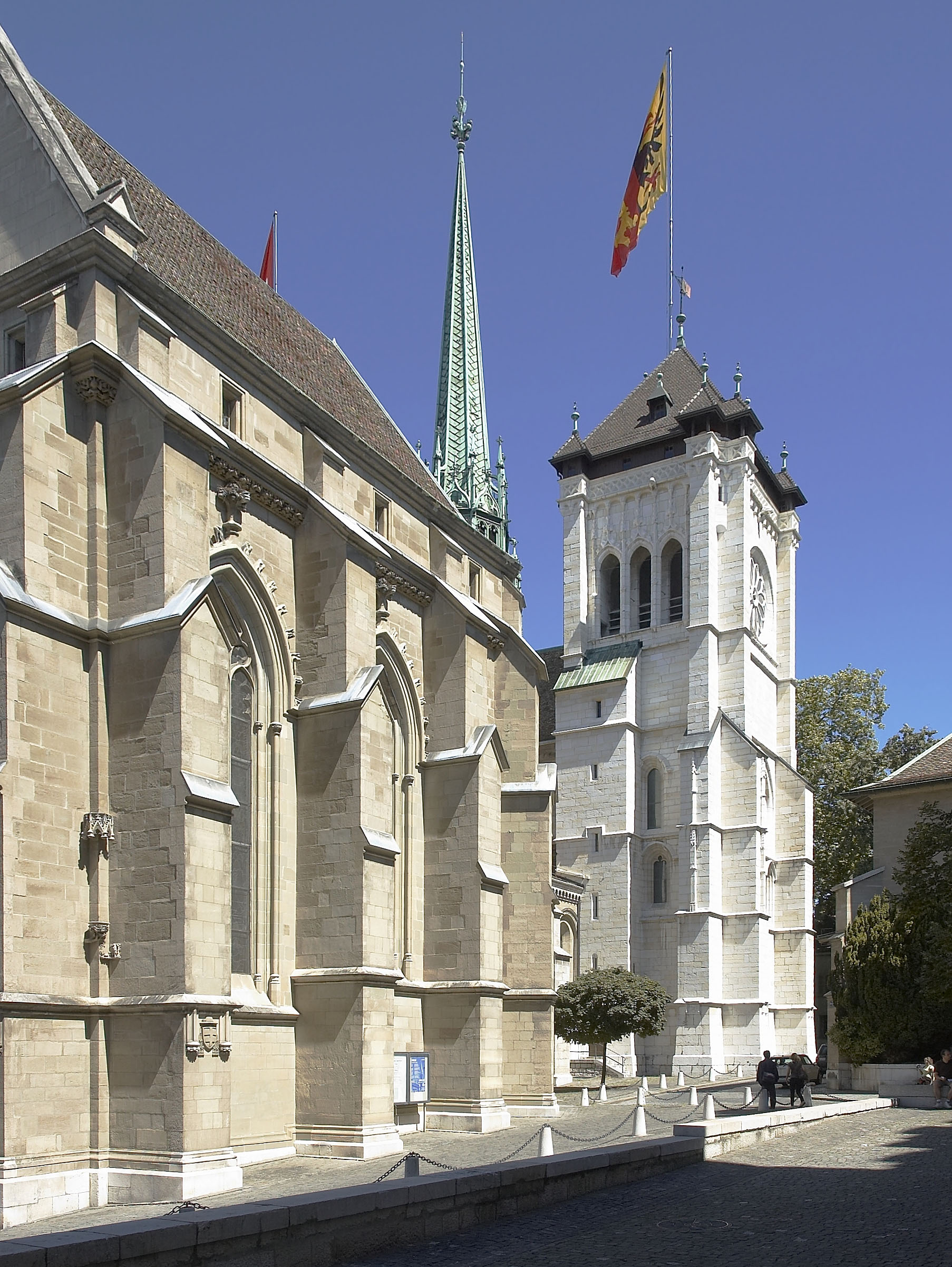
Fachada Sul
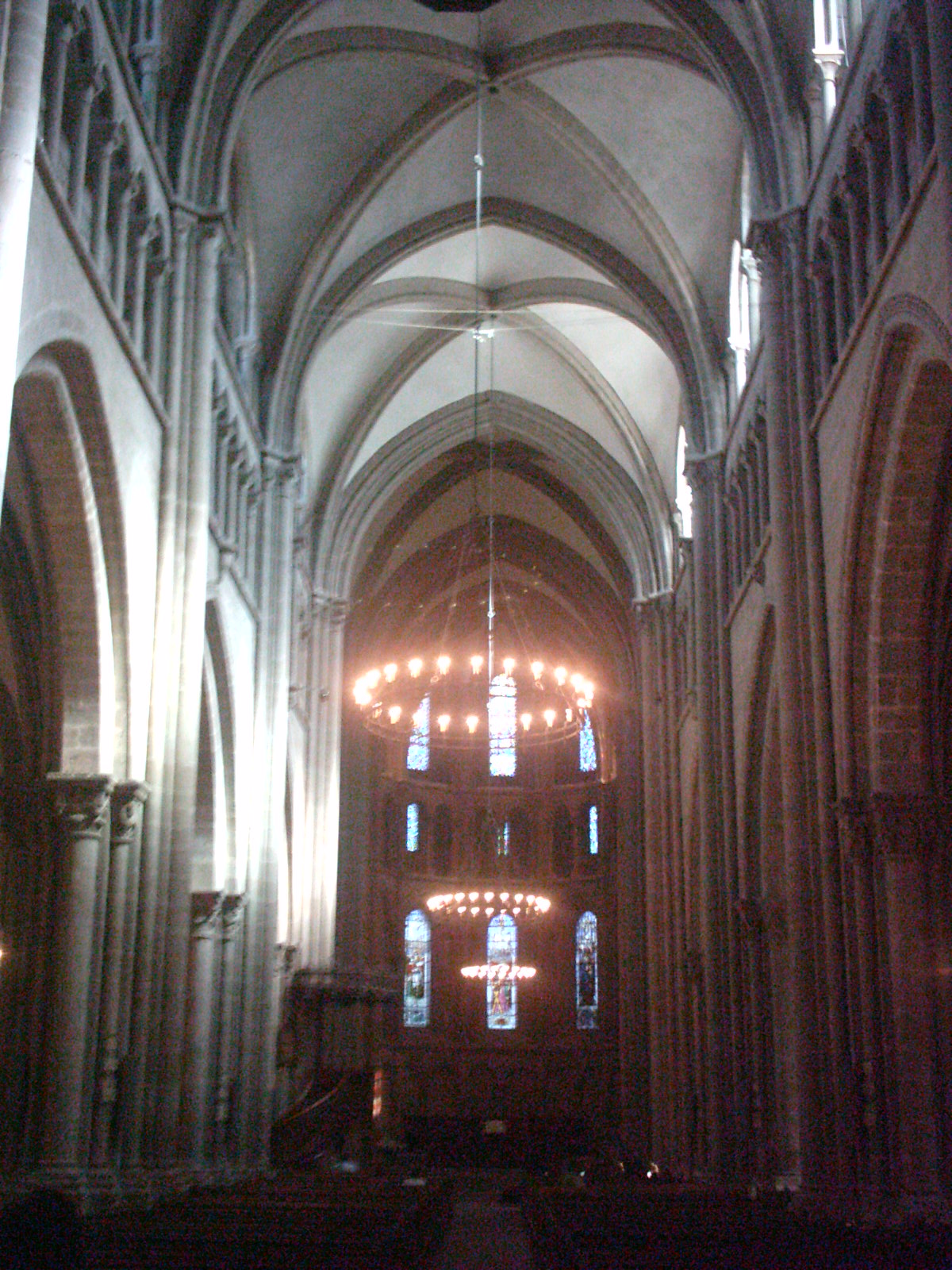
Nave
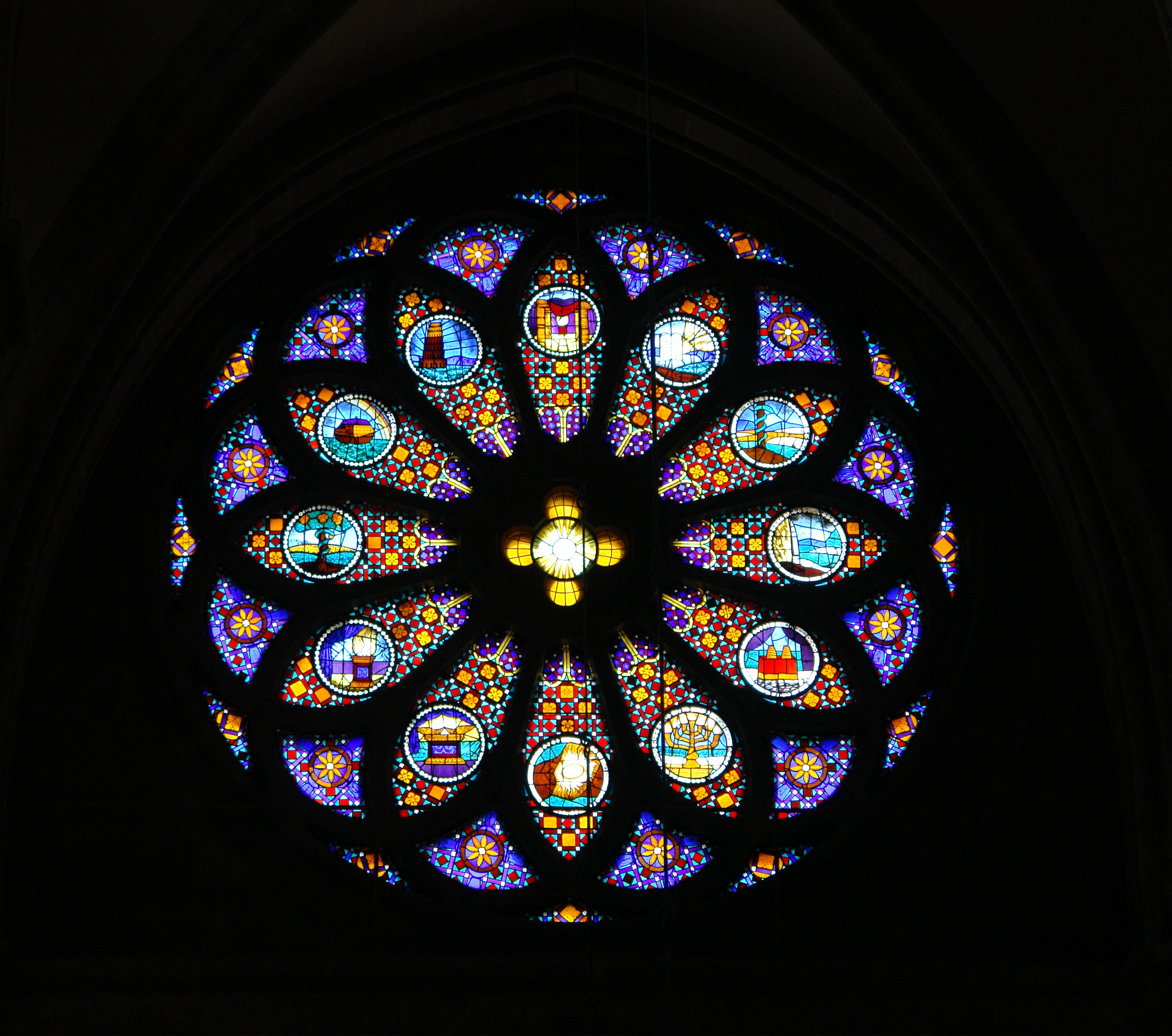
Rosácea
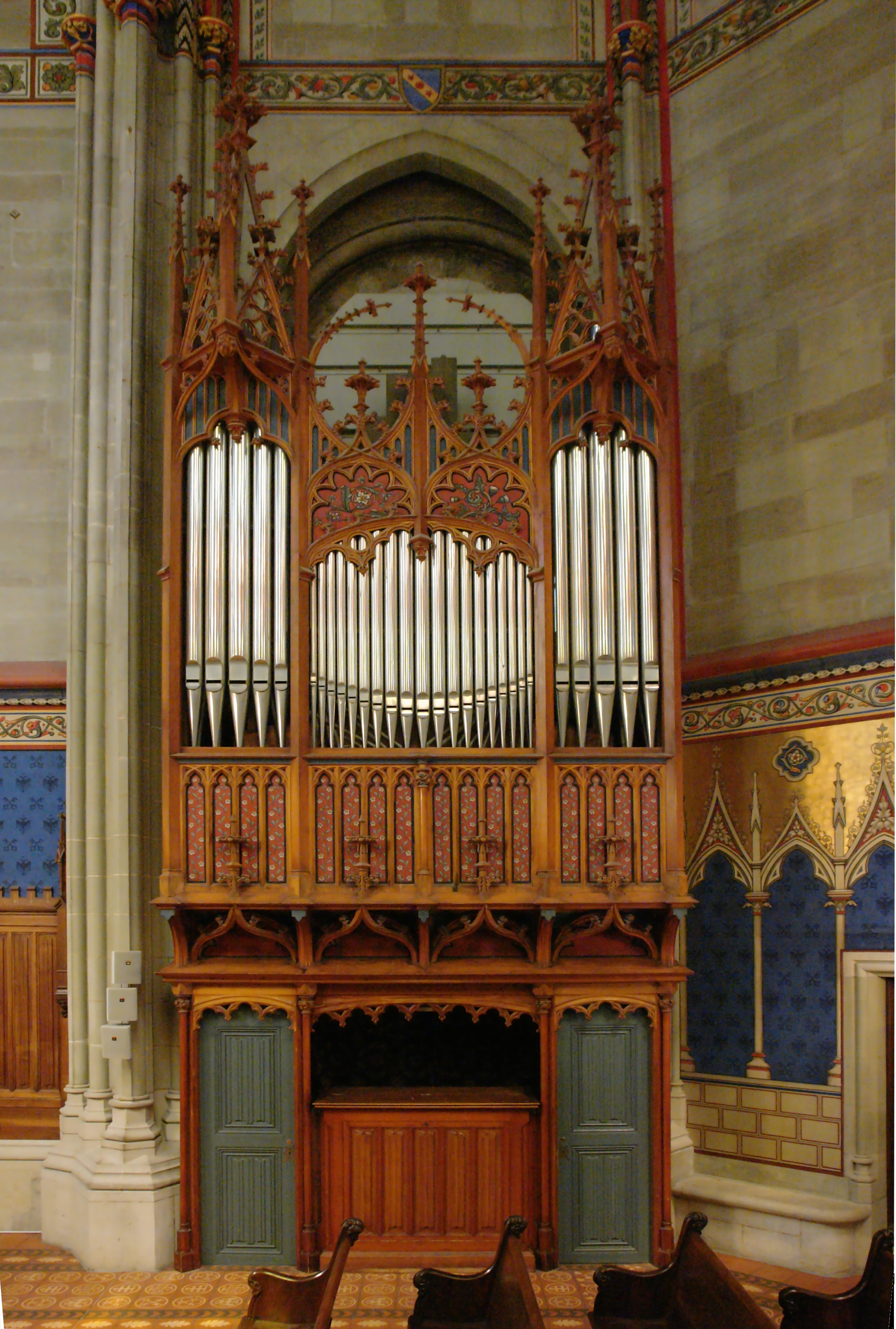
Órgão
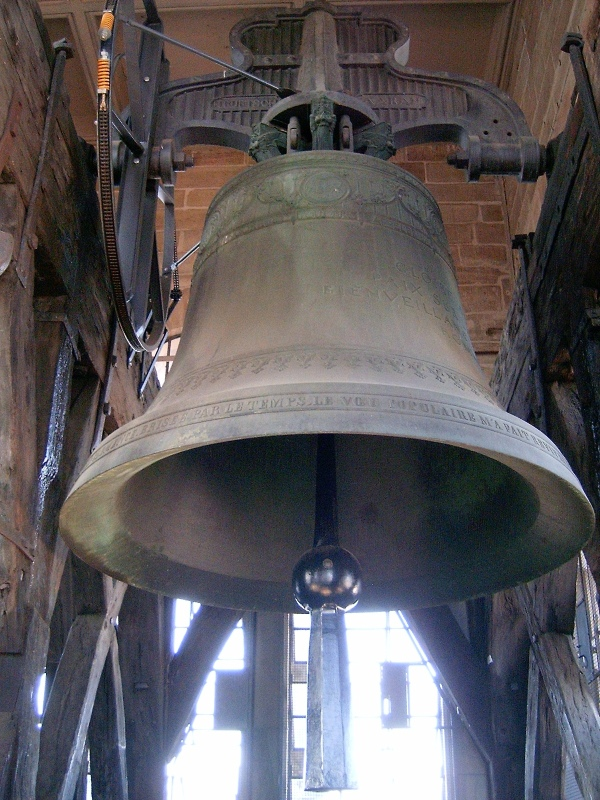
La clémence da l'Escalade

- «Vista panorâmica da cidade»
- «Visita da catedral»